# 職長
職長（しょくちょう）は、日本の事業場において、労働者を指揮監督するものをいう。なお、資格としては下記の講習（職長教育）を受講したものである。本項目では、特定元方事業の事業場における安全衛生責任者（あんぜんえいせいせきにんしゃ）についても記述する。
資格を有さずに職長と呼ばれる者もいるが、企業コンプライアンスの観点から、上場企業等の建設現場や工場においては資格を有さない者は、原則として指揮監督権限を認められない。また、職長として登録されているものの、一般の作業員と変わらない業務に従事していることも実際の現場では多々見受けられる。

## 職長教育
事業者は、その事業場の業種が政令で定めるものに該当するときは、新たに職務につくこととなった職長その他の作業中の労働者を直接指導又は監督する者（作業主任者を除く。）に対し、所定の事項について、厚生労働省令で定めるところにより、安全又は衛生のための教育を所定の時間以上行なわなければならない（労働安全衛生法第60条）。当該職務に初めて就く時に受講し、おおむね5年ごとに能力向上教育に準じた教育 （再教育） を定期に行うよう求められている（平成3年1月21日基発第39号）。なお、所定の事項の全部又は一部について十分な知識及び技能を有していると認められる者については、当該事項に関する教育を省略することができ、全職種の特級技能士を有する者は「職長等に対する安全又は衛生のための教育事項」の全部が省略される。
- 製造業等においては、職長教育を受講する際、各都道府県の労働基準協会等が主催する「職長教育（製造業向け）」との記載のある講習を受講することが望ましい。グループ討議をする際に製造業等と建設業では危険予知のポイントなどが当然ながらにして違うからである。
- 建設業においては2001年以降、安全衛生責任者と同時に講習される「職長・安全衛生責任者教育」になっており、それ以前の職長教育だけの受講者は建設業労働災害防止協会等の主催する「安全衛生責任者教育」（職長のためのリスクアセスメント教育を含む）を受講する必要がある。職長教育は技能講習でも特別教育でもなく「通達による教育」の区分となる。
- 2006年に改正された労働安全衛生法により「危険性又は有害性の調査等に関すること」に係る講習が追加された。2001年〜2006年の「職長・安全衛生責任者教育」の受講者は、「職長のためのリスクアセスメント教育」を受講する必要がある。
- 基幹技能者は「上級職長」との位置づけから、いくつかの業種で、職長・安全衛生責任者教育を受講していることが受講のための必要な資格となっている。

## 安全衛生責任者
安全衛生責任者とは、日本の特定元方事業者（建設業・造船業）の現場において、事業主の代理として現場の安全を担うものである。
通常は、下請負業者の職長 （建設業法上の主任技術者） が担当する。

### 概要
特定元方事業の現場では重層下請けの態様から安全衛生に対する責任が希薄となるため、現場において元請負業者を頂点とした安全衛生の体制をとる。その末端で自社の作業員を指揮監督し自らも作業を行うようなものに安全衛生の責任者としての義務を負わせるものである。統括安全衛生責任者を頂点とする現場の安全衛生管理の最前線の人間となる。
統括安全衛生責任者を選任すべき事業者以外の請負人（元請け業者でない下請業者すべて）で、当該仕事を自ら行うものは、安全衛生責任者を選任しなければならず、その者に統括安全衛生責任者との連絡、統括安全衛生責任者から連絡を受けた事項の関係者への連絡、他の安全衛生責任者との作業間の連絡及び調整等を行わせなければならない（労働安全衛生法第16条1項）。当該仕事を自ら行わない場合は丸投げとなり建設業法違反となるので、すべての下請負業者に選任義務がある。
安全衛生責任者を選任した請負人（下請）は、統括安全衛生責任者を選任した事業者（元請）に対し、遅滞なく、その旨を通報しなければならない（労働安全衛生法第16条2項）。安全衛生責任者が事故等によってその職務を行うことができないときは、代理者を選任しなければならない。安全衛生に係る他職とは異なり、行政官庁による監督や、作業場の巡視義務は定められていない。
安全衛生責任者の選任・職務義務に違反した事業者は、50万円以下の罰金に処せられる（労働安全衛生法第120条）。

### 資格要件
安全衛生責任者となるために特段の資格や免許、経験を有する必要はないが、事実上安全衛生責任者教育というカリキュラムに沿った教育を受けた者でなければならない（平成13年3月26日基発第179号）。職長教育の受講をしていない場合は職長・安全衛生責任者教育という教育を受講する。技能講習でも特別教育でもなく「通達による教育」の区分となる。
職長としての要件が必要なので、現場で労働者を指揮するなどの経験があることが望ましい。実際、職長として現場に常駐する者が選任されるのが一般的である。